# Zipi y Zape y la isla del capitán
Zipi y Zape y la isla del capitán es una película del año 2016, dirigida por Oskar Santos. Basada en el tebeo de José Escobar Saliente, es la secuela de Zipi y Zape y el club de la canica. Esta película se empezó a grabar a finales del 2015.

## Argumento
Llegan las navidades y Zipi (Teo Planell) y Zape (Toni Gómez) la vuelven a liar parda, robando juguetes que había bajo un árbol de una tienda, pero queman por accidente el árbol y tienen que escapar con todos los regalos que pudieran, pero son atrapados. Después aparecen realizando lo que parece ser un aburrido viaje en barco con sus padres. Preguntan por el lugar a donde van y el tiempo de estancia allí. Entonces sus padres comunican a Zipi y Zape que "después de la última hazaña", son castigados sin vacaciones. Por suerte de ambos, el destino es una espectacular y remota isla. Una terrible tormenta les obliga a refugiarse en la mansión de la divertida señorita Pam (Elena Anaya), donde niños sin familia disfrutan de un sitio donde no hay reglas. Pero esa misma noche sus padres desaparecen misteriosamente, al día siguiente la señorita Pam les cuenta a Zipi y Zape que sus padres los abandonaron y que ya no los querían más.  Ayudados por Pipi (Ana Blanco de Córdova), Maqui (Máximo Pastor) y Flequi (Iria Castellano), Zipi y Zape descubren que la repentina desaparición de sus padres en medio de la noche guarda relación con el secreto que encierran la misteriosa isla y sus extraños habitantes. Pero cuando intentaron escapar de la mansión son sorprendidos por Salomón (Juan Codina) pero al intentar huir Pipi cae en una trampa y tuvieron que seguir dejándola atrás. Zipi, Zape, Maqui y Flequi siguieron adelante cruzando la isla hasta que caen en una trampa creada por el gorila (Tom Wilton) que se encontró Flequi la otra noche. El gorila los libera y los guía hasta su escondite mostrándoles el plan de la señorita Pam: hacer una colección para su propia fantasía siendo ella Peter Pan y el resto sus niños perdidos, pero luego son capturados por la Señorita Pam y sus secuaces llevándolos de vuelta a la mansión. Allí Pam les muestra a Zipi y Zape que en realidad Maqui y Flequi son sus padres que con una máquina convierte a cualquier adulto en niño olvidando todos sus recuerdos ella les dio a los hermanos a elegir: sus padres o sus amigos pero ellos eligen a sus padres y reconocen que a pesar de todos los castigos que les pongan los quieren de corazón, pero la Señorita Pam no acepta esa decisión. Decepcionada convierte a sus padres en niños de nuevo y también les muestra que Pipi era en realidad ella misma de pequeña. En el calabozo Zipi, Zape, Maqui y Flequi encadenados el mayordomo Jaime aparece a contarles la historia de esta isla y el pasado de la Señorita Pam: En la isla ella en realidad se llamaba Pamela donde vivía feliz con su padre al que lo llaman "El Capitán" era un brillante ingeniero naval y su madre le leía un cuento cada noche pero un día la madre enfermó y murió. El padre atormentado por la culpa decidió poner su vida en construir un universo para su hija Pamela sin negarle absolutamente nada. Una noche mientras Pamela dormía le vino a su mente una frase adormecida que siempre le decía su madre antes de dormir: "La vida es la novela que nos ha tocado vivir y tu mi pequeña Pamela puedes ser el personaje que desees". Para ella su padre era el Capitán Nemo y ella quería ser como Peter Pan pidiéndole a su padre que creara una máquina para no crecer nunca pero aun así los efectos de la máquina desaparecían fuera de ella, pasaron los años y Pamela ya era toda una mujer y odiaba a su padre. Sin embargo él siguió adelante con la máquina sin importarle lo que le pudiera pasar hasta que al fin encontró el modo de hacer que los deseos de su hija sean cumplidos creando una enorme cúpula sobre la isla rodeada por boyas que mantienen dentro de ella los efectos de la máquina. Antes de entrar en ella su padre le pidió a su hija que olvidara todos sus recuerdos más dolorosos y sus promesas incumplidas pero ella no pretende olvidar todo eso, para Pamela su padre ya no era el Capitán Nemo que adoraba ahora era el Capitán Garfio y desde ese momento comprendió que por su culpa convirtió a su hija en una mujer caprichosa, egoísta y en el que nunca acepta un no por respuesta. Y les comenta también que el es su padre y que la única forma de destruir la cúpula era romper una bola de cristal que la controla y que la señorita Pam tiene en su poder. Entonces libera a la pandilla diciéndoles que huyan de la isla por el mar con una llave que está dividida entre dos piezas que una la tiene Sol Enriqueta y Salomón. Jaime le confiesa a Pam que liberó a los prisioneros y que les ha contado todo incluyendo sobre la bola de cristal por ello lo mete en la máquina y lo convierte en una rana. Tras conseguir la llave Zipi, Zape, Maqui y Flequi la colocan y el ascensor se convierte en un submarino poniéndose en marcha a atravesar la cúpula para que los efectos de la máquina cesen pero al llegar al final. Son detenidos por Pam (de joven) montado en un pulpo mecánico que los atrapa y los aplasta haciendo que el submarino se hunda a las profundidades. Los chicos creyeron que este era el fin Flequi accidentalmente pulsa un botón en la brújula que le regaló Zipi que los teletransporta de vuelta a la sala de la máquina. Pam sorprendida de que el grupo salieran vivos gracias a la brújula manda a Sol Enriqueta capturar a Zipi y Zape mientras que ella mete a Maqui y Flequi en la máquina para convertirlos en pulgas para aplastarlas. Entonces Jaime transformado en rana entra en el acuario donde revela dónde está la bola de cristal. Zipi y Zape consiguen romper la bola destruyendo así la cúpula donde los efectos de la máquina desaparecen: Algunos niños recuperan su forma adulta, el hombre invisible vuelve a ser visible y el gorila es en realidad el subinspector Holgado. Maqui y Flequi al salir de la máquina vuelven a su forma original donde ambos abrazan a sus hijos. Zipi y Zape se dieron cuenta en este viaje que el mejor regalo de navidades de este año son sus padres. Que al final salen vivos

## Reparto
- Teo Planell como Zipi. El hermano rubio y uno de los protagonistas. Es igual de travieso, pero más sentimental, sintiendo cierta atracción tanto por Pipi como por Flequi, aunque al final descubre que ambas relaciones son imposibles.
- Toni Gómez como Zape. El hermano moreno y uno de los protagonistas. Es el más travieso y más arrogante de los dos, pero con buen fondo, convirtiéndolo en el líder. Desarrolla cierta rivalidad con Maqui, pero acaba aceptándolo como su amigo.
- Elena Anaya como Pamela, la Señorita Pam. Directora del Orfanato y villana de la película. Al principio se presenta como una mujer imaginativa y muy amiga de los niños, pero en realidad es cruel, caprichosa y egoísta, viendo a los demás como meros compañeros de juegos a los que desechar cuando les aburre. Se identifica a sí misma como Peter Pan.
- Iria Castellano como Flequi. La versión infantil de doña Jaimita, la madre de Zipi y Zape. Es parlanchina y vivaracha, pero muy inteligente y no duda en sacar su lado materno para poner orden, especialmente durante los piques de Maqui y Zape.
- Máximo Pastor como Maqui. La versión infantil de don Pantuflo, el padre de Zipi y Zape. Es arrogante y grosero, aunque es todo una fachada para ocultar sus inseguridades, como el miedo a la oscuridad. Rivaliza con Zape por el liderazgo, pero al final se hacen amigos.
- Ana Blanco de Córdova como Pipi. La versión infantil de la señorita Pam. Actúa de forma aventurera y misteriosa, ganándose la admiración de Zipi y el recelo de Zape y Maqui. Como su versión adulta, es manipuladora y sádica.
- Fermí Reixach como Jaime. El mayordomo del Orfanato y el padre de Pam. Fue el inventor de la máquina para convertir en niños y animales, así como la cúpula y otros mecanismos. Vive atormentado por sus errores, pero al final ayuda a los niños a vencer a Pam. Al principio su hija lo apodaba "Capitán Nemo", pero tras perder la mano y fracasar varias veces en sus inventos, pasa a ser el "Capitán Garfio".
- Jorge Bosch como Pantuflo Zapatilla, padre de Zipi y Zape. Estricto y chapado a la antigua, pero en realidad lo hace para tratar de educar a sus hijos, a quienes quiere mucho. Intenta publicar una novela sin éxito.
- Goizalde Núñez como Sor Enriqueta. Es la monja que juega y cuida de los niños en el orfanato. Normalmente adopta un temple sereno y amoroso, pero cuando se enfada se convierte en un ser violento que destruye todo cuanto ve. En realidad, se fugó de un manicomio. Está inspirada en el dr Jeckyll y Mr Hyde.
- Carolina Lapausa como Jaimita Zapatilla, madre de Zipi y Zape. Como Pantuflo, Jaimita es estricta y un poco chapada a la antigua, aunque no duda en mostrar su lado maternal y afectuoso, para desgracia de sus hijos.
- Juan Antonio Codina como Salomón. El jardinero y cazador de la Isla que persigue a todos aquellos que intentan escapar, especialmente el Gorila. En el pasado, fue un traficante de animales.
- Tom Wilton como el Gorila. Un simio inteligente que vive en la Isla y de vez en cuando entra al orfanato a robar objetos, y ayuda a los protagonistas. En realidad, era un detective llamado Holgado, que se negó a unirse a Pam como Sherlock Holmes, por lo que fue transformado en simio como castigo.
- Font García como el Hombre Invisible. El espía de Pam, que gracias a la máquina logró hacerse invisible y espía a los niños.